# La persecución
La Persecución es el vigésimo octavo episodio de la serie animada de televisión Avatar: la leyenda de Aang y el octavo capítulo de la segunda temporada.

## Sinopsis
Appa desciende en un campo abierto en el que tienen planeado acampar. Toph confunde el pelaje de Appa que había en el suelo con césped, y entonces Sokka le explica que es porque Appa está cambiando el pelaje al comenzar la primavera. Comienzan entonces a armar el campamento entre todos, pero Toph indiferente, se niega a ayudar diciendo que ella no necesita la ayuda de nadie al poder cargar su propio peso. Entonces Katara comienza a enfadarse con Toph cuando esta le dice "se ve que estás cansada princesita", en tono sarcástico.
Al llegar la noche, Toph despierta al sentir que algo parecido a una avalancha se acerca rápido hacia ellos y tienen que huir de ahí. Luego descienden nuevamente y cuando tratan de dormir, Katara estando aun enojada comienza a lanzar críticas indirectas a Toph, quien le responde mandándola al aire con un golpe con Tierra Control. Toph siente al instante nuevamente la máquina gigantesca que sintió la primera vez y escapan nuevamente. Cuando se dan cuenta de que a donde sea que vayan, la máquina en la que viajan Azula, Mai y Ty Lee los encuentran, Toph le dice a los demás que hay que enfrentarlas al ser tres contra tres (sin contar a Sokka por no tener poderes, según dice Toph). Aun así no pueden contra ellas y huyen nuevamente. Descargan sus cosas en otro sitio y Toph molesta porque ya amanecía y no había dormido nada; le dice a Aang que la causa de que los encuentren a cada instante es el pelo de Appa que había estado dejando rastro para sus enemigos. Aang se molesta y le grita a Toph que todo iba bien hasta que ella se unió al grupo y que Appa volaba mejor cuando eran solo tres. Toph, molesta toma sus cosas y se marcha esquivando a Sokka que intenta detenerla. Entonces Aang se da cuenta de que Toph tenía razón y se arrepiente de como la trató, lo mismo Katara que se arrepiente de haberla culpado. Aang decide dejar un rastro falso del pelaje de Appa a sus seguidoras mientras que Katara y Sokka buscarían a Toph e irían adelante.
Mientras tanto Toph se encuentra por casualidad con Iroh, quien se separó de Zuko en el episodio anterior, y le da consejos a Toph sobre que no porque sus amigos quisieran ayudarla, significa que es por lástima, si no por amistad. Esto la hace recapacitar y decide volver con los demás.
Mientras Sokka y Katara están escondiéndose, Mai y Ty Lee los encuentran y los atacan. Después de luchar un poco, Ty Lee, con sus habilidades especiales, deja a Sokka sin poder moverse, mientras Mai ataca con dagas a Katara. Entonces Appa salva a Katara y Sokka mandando a volar a Mai y Ty Lee con su cola, arrojándolas al arroyo.
Aang termina el rastro falso del pelaje, y se encuentra con Azula. Zuko también llega, y comienzan a pelear en una batalla de tres. Cuando parece que Azula está a punto de derrotar a Aang, habiendo desorientado a Zuko, Katara llega a rescatarlo, junto con Sokka.
Entonces Toph se une al grupo, y luchando contra Azula. También llega Iroh, que había estado buscando a su sobrino. Entre todos acorralan a Azula. Iroh, viendo que Toph estaba reunida con Aang y los otros, entendió que ella iba con ellos. Azula, al ver que Iroh no prestaba atención a la batalla, le lanzó una bola de fuego directo al pecho, dejándolo inconsciente. En ese momento, Aang, Katara, Toph y Zuko atacan a la vez a Azula, pero ella esquiva los ataques encerrándose en una bola de fuego y escapa misteriosamente.
Zuko corre hacia su tío, herido e inconsciente. Katara ofrece ayudarlo con sus poderes de curación, pero Zuko lo rechaza, gritándoles que se larguen.
Aang, Sokka, Katara y Toph vuelan sobre Appa y encuentran un lugar para dormir.
- Datos: Q12178616